# Јулијус Рихард Петри
Јулијус Рихард Петри (Бармен, 31. мај 1852 — 20. децембар 1921, Цајц) био је немачки бактериолог коме се приписује проналазак Петријеве посуде, у периоду док је радио као асистент Роберта Коха.

## Дела
- Versuche zur Chemie des Eiweissharns. 1876.
- Apparat zur Bestimmung des Wassergehalts in der Milch durch Destillation im Vacuum. 1880.
- Eine kleine Modification des Koch’schen Plattenverfahrens. 1887
- Über die Methoden der modernen Bakterienforschung, in: Sammlung gemeinverständlicher wissenschaftlicher Vorträge 1887.
- Die Gefährlichkeit der Carbon-Natron-Oefen. 1889.
- Gewerbehygiene. 1890.
- Versuche über die Verbreitung ansteckender Krankheiten, insbesondere der Tuberkulose, durch den Eisenbahnverkehr und über die dagegen zu ergreifenden Maßnahmen. 1893.
- Das Mikroskop. Von seinen Anfängen bis zur jetzigen Vervollkommnung. 1896.[2]
- Zur Beurteilung der Hochdruck-Pasteurisir-Apparate, zum Nachweis in Butter und Milch. 1897.